# Chiesa di San Martino Vescovo (Resiutta)
La chiesa di San Martino Vescovo è la parrocchiale di Resiutta, in provincia e arcidiocesi di Udine; fa parte della forania della Montagna.

## Storia
L'originaria chiesetta di Resiutta è attestata a partire dal 1199; la cura d'anime era dapprima affidata ai monaci benedettini, salvo poi passare a un rettore appartenente al clero del patriarcato di Aquileia, la cui nomina però spettava comunque all'abate di Moggio Udinese.

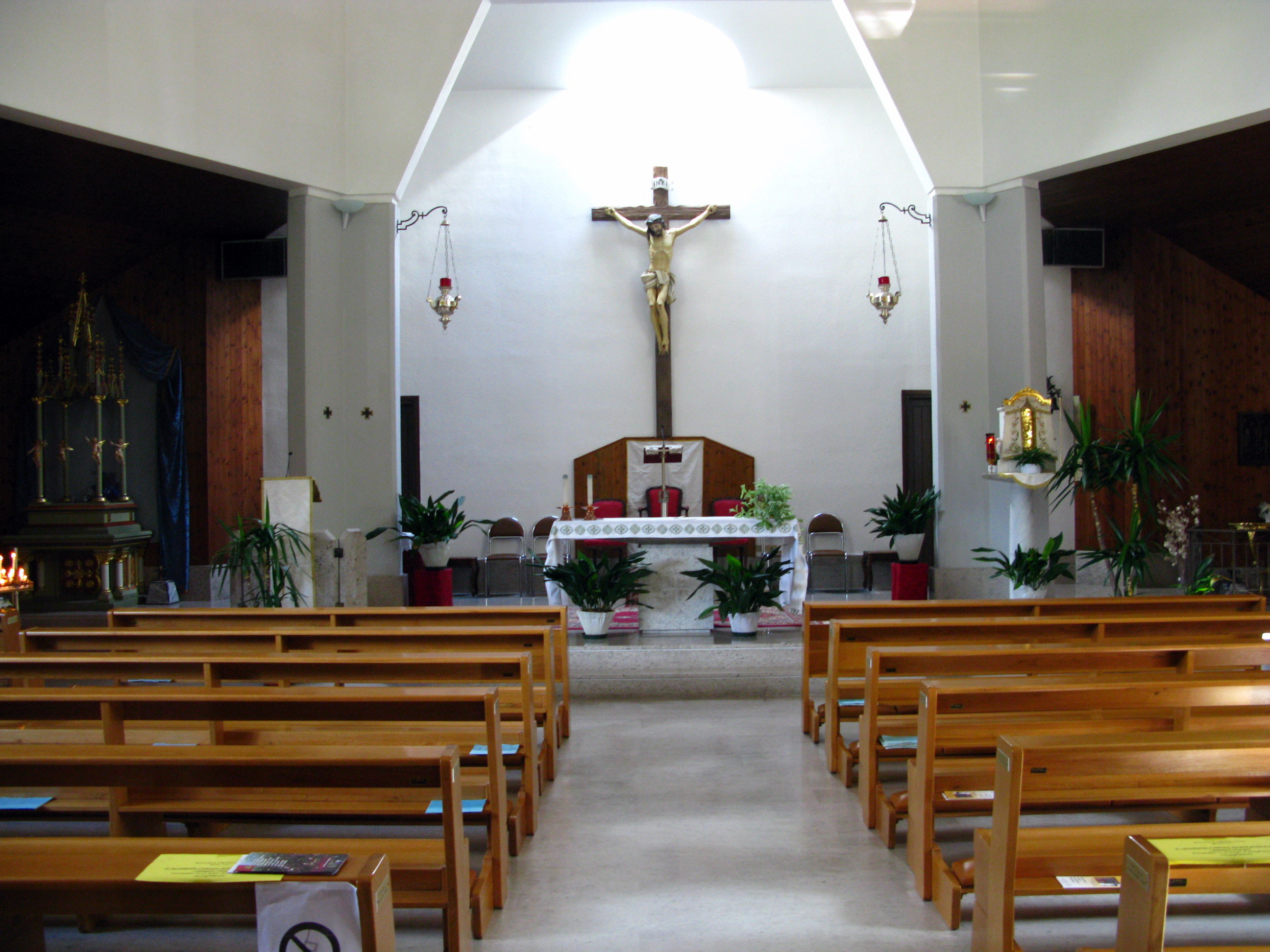
L'interno

Nel 1746 la comunità resiuttana venne eretta a parrocchiale; nel 1767 iniziò la costruzione della nuova chiesa, disegnata forse da Luca Andrioli, la quale venne poi consacrata nel 1806.
Il terremoto del Friuli del 1976 ridusse in macerie l'edificio, rendendo impossibile il suo recupero. La prima pietra della nuova parrocchiale venne posta nel 1987; la struttura, progettata dal tolmezzino Tiziano Della Marta, fu ultimata 4 gennaio 1990 e benedetta il 5 maggio 1990 dall'arcivescovo di Udine Alfredo Battisti.

## Descrizione

### Esterno
La facciata della chiesa, rivestita nella parte inferiore con lastre di colore chiaro e in quella superiore con un perlinato ligneo, è preceduta da un avancorpo a pianta trapezoidale che funge da pronao, sopraelevato di quattro gradini e caratterizzato da due pilastri sorreggenti un arco ribassato sopra cui vi è la scritta "D(eo) O(ptimo) M(aximo)"; nel mezzo è collocato l'ampio portale d'ingresso, delimitato da una cornice tripla e sormontato da una statua con soggetto San Martino di Tours e da una finestra a forma di croce latina.
I fianchi sono illuminati in sommità da finestre a piramide rovesciata a gradoni; a coronamento del tetto emerge dal centro dell'edificio, sviluppato su una pianta esagonale, il tiburio, ricoperto in lastre metalliche.
Il campanile in calcestruzzo, anch'esso a base esagonale, presenta agli angoli dei contrafforti ed è ornato anteriormente con la scritta '"Tempus valet, volat, velat"; la cella è caratterizzata da grandi aperture su ogni lato.

### Interno
L'interno dell'edificio, a pianta centrale, si compone dell'aula esagonale, contornata perimetralmente da un corridoio rivestito in perlinato e separato da essa da una serie di pilastri; sul fondo, tra il battistero, la cappella della Madonna e, sul retro, la sacrestia, si sviluppa il presbiterio, rialzato di due gradini.